# Maslinovik
Koordinati:   43°34′16″N, 15°54′00″E
Maslinovik je manjši nenaseljen otoček v srednji Dalmaciji (Hrvaška).
Maslinovik leži pred vhodom v zaliv Luka Primošten, okoli 3 km jugozahodno od mesta Primošten. Površina otočka meri 0,315 km², dolžina obalnega pasu je 2,74 km. Najvišji vrh je visok 37 mnm.